# Адам Крупський
Адам Крупський біл. Адам Крупскі, пол. Adam Krupski; 7 липня 1706, Вільнюс — 8 березня 1748, Новогрудок) — професор, священник Католицької церкви у Великому князівстві Литовському провінції Речі Посполитої, експерт права у законодавстві Великого Князівства Литовського, автор шкільного діалогу. Збереглися його рукописні лекції з філософії. У своїй викладацькій діяльності дотримувався ідей Просвітництва.

## Життєпис
- 14 липня 1723 р. — вступив до ордену Єзуїтів у м. Вільно[1].
- 1736–1737 рр. — професор риторики у Полоцькій єзуїтській академії (Білорусь).
- 1737–1738 рр. — префект Школи в м. Ілуксте (Латвія).
- 1739–1740 рр. — професор філософії в Мінському єзуїтському колегіумі (Білорусь).
- 1740–1742 рр. — професор філософії у в єзуїтському колегіумі[lt] м. Крожи (Литва).
- 1742–1746 рр. — прокуратор провінції Ордену Єзуїтів (Товариства Ісуса).
- 1746–1748 рр. — професор філософії у єзуїтському колегіумі[ru] м. Новогрудок (Білорусь).